# World of Pooh
World of Pooh è stato un gruppo rock attivo fra gli anni ottanta e novanta, guidato da Barbara Manning. Il gruppo nacque dalla collaborazione di Barbara Manning con il cantante e chitarrista Brandan Kearny e il batterista Jay Paget. Nel 1986 esordirono con l'album Dust, seguito nel 1989 da The Land of Thirst, entrambi pubblicati dalla Nuf Sed, ai quali seguirono alcuni singoli che riscossero un certo successo.

## Discografia
Album in studio
- 1986 - Dust
- 1989 - The Land of Thirst

Singoli
- 1990 - G.H.M.
- 1991 - A Trip to Your Tonsils